# Floor van der Meulen
Floor van der Meulen   (Delft, 10 de juny de 1989) és una directora de cinema neerlandesa.

## Trajectòria
Van Der Meulen es va graduar el 2012 a la facultat de disseny audiovisual de la Willem de Kooning Academy de Rotterdam i va continuar els seus estudis a l'Escola d'Arts Visuals de Nova York.
El seu curtmetratge documental de 2015 titulat 9 days: From My Window in Aleppo, codirigit amb Thomas Vroege i Issa Touma, va guanyar el premi al millor curtmetratge als 29ns Premis del Cinema Europeu així com també al Festival de Cinema de Londres.
El 2022, el seu primer llargmetratge, Pink moon, es va desenvolupar a la Berlinale Script Station. Posteriorment va ser seleccionat per a més de 85 festivals de cinema i va merèixer la menció especial del jurat a la millor direcció novell al Festival de Cinema de Tribeca. El desembre de 2024, el seu següent projecte Happy days va guanyar el Premi Eurimages al 16è Les Arcs Film Festival.